# Andrzej Jakubczak
Andrzej Jakubczak (ur. w drugiej połowie XIX wieku, zm. w połowie listopada 1920) – żołnierz Armii Imperium Rosyjskiego, Armii Czerwonej, uczestnik wojny domowej w Rosji.
W 1914 zmobilizowany do Armii Imperium Rosyjskiego, w której walczył do 1917 jako podoficer artylerii. Po rewolucji lutowej był w polskich organizacjach wojskowych organizowanych u boku rosyjskiej armii. Po rewolucji październikowej współtworzył polskie jednostki w Armii Czerwonej, które w listopadzie 1918 zostały połączone w Zachodnią Dywizję Strzelców, w której został zastępcą dowódcy baterii. Od 1918 członek partii bolszewickiej. Brał udział we wszystkich kampaniach dywizji. 1918/1919 walczył na Litwie i Białorusi, a następnie na froncie zachodnim. Później walczył przeciw armii Piotra Wrangla. Wyróżnił się podczas ofensywy perekopskiej na Krymie na początku listopada 1920, za co został odznaczony Orderem Czerwonego Sztandaru. Zginął podczas ostatnich walk w połowie listopada.